# Опорная прямая

Пара опорных прямых в одной точке фигуры.

Опорная прямая — прямая, содержащая точку фигуры, но не разделяющая какие-либо две точки на ней.
Другими словами, C полностью лежит в одной из двух замкнутых полуплоскостей, на которые делит плоскость прямая L, и хотя бы одна точка кривой принадлежит L.

## Свойства опорной прямой для кривой
В данной точке кривой может быть множество опорных прямых. Если существует касательная в данной точке, то она является единственной опорной прямой в этой точке, при условии что прямая не разделяет кривую.

## Обобщения
Понятие опорной прямой также можно ввести для плоских фигур. В этом случае опорная прямая может быть определена как прямая, имеющая общие точки с границей фигуры, но не с внутренностью.

## Критичные опорные прямые
Если две связные плоские фигуры имеют выпуклые оболочки, расстояние между которыми положительно, то существует в точности четыре общие опорные прямые, касающиеся одновременно эти две выпуклые оболочки. Две из этих опорных прямых разделяют фигуры и они лежат в различных гиперплоскостях. Эти опорные прямые называются критичными.
При других условиях может быть больше или меньше опорных прямых, даже если между фигурами ненулевое расстояние. Например, если одна фигура —
кольцо, в котором находится другая фигура, то не существует общих опорных прямых, в то время как две фигуры, состоящие из пар маленьких кругов, находящихся в разных углах квадрата, имеют 16 опорных прямых.

## Свойства опорных прямых для фигур
- К каждой ограниченной выпуклой фигуре можно провести в точности две опорные прямые, параллельные данному направлению[3].
- Через каждую граничную точку выпуклой фигуры проходит по крайней мере одна опорная прямая[3].
- Если через каждую граничную точку фигуры проходит по крайней мере одна опорная прямая, то фигура является выпуклой[3].
- Наибольшее расстояние между точками плоской фигуры называется диаметром. Легко показать, что диаметр выпуклой фигуры равен наибольшему расстоянию между параллельными опорными прямыми этой фигуры[3].